# Macroptila antonia
Macroptila antonia là một loài bướm đêm thuộc phân họ Arctiinae, họ Erebidae.